# Brian Aldiss
Brian Wilson Aldiss (Dereham, Norfolk, 18 de agosto de 1925-Oxford, 19 de agosto de 2017)fue un escritor inglés de ciencia ficción. Fue uno de los principales representantes de la llamada Nueva Ola de la ciencia ficción británica.

## Biografía
Aldiss nació el 18 de agosto de 1925 en East Dereham, en el condado de Norfolk. A los tres años, Aldiss comenzó a escribir cuentos que su madre encuadernaba y colocaba en un estante. A los 6 años, Aldiss asistió al Framlingham College, pero se mudó a Devon y fue enviado como interno a la Escuela West Buckland en 1939 tras el estallido de la Segunda Guerra Mundial. De niño, descubrió la revista pulp Astounding Science Fiction. Con el tiempo, leyó todas las novelas de H.G. Wells, Robert Heinlein y Philip K. Dick. En 1943, se unió a la Royal Signals y prestó el servicio militar en Birmania y Sumatra, donde permaneció hasta el fin de la Segunda Guerra Mundial. 

## Trayectoria
Su experiencia en el ejército inspiró la novela Hothouse y el segundo y tercer libro de Horatio Stubbs, A Soldier Erect y A Rude Awakening, respectivamente.
En 1948 volvió a Oxford y comenzó a trabajar como librero, hasta que, en 1955, ganó el primer premio del certamen convocado por el periódico inglés The Observer con la narración Not for an Age. No obstante, antes de ganar el premio había conseguido publicar algunas historias, como en la revista The Bookseller, y ya en 1954 publicó una historia en la revista Science Fantasy Magazine.
También escribió una serie de piezas cortas para una revista comercial de libreros sobre la vida en una librería ficticia, que atrajeron la atención de Charles Monteith, editor de la editorial Faber and Faber. Como resultado, Faber and Faber publicó el primer libro de Aldiss, The Brightfount Diaries (1955), una novela de 200 páginas en forma de diario sobre la vida de un asistente de ventas en una librería.
Su arranque como escritor profesional, sin embargo, hay que situarlo en el año 1958 con la publicación de Non-Stop (en español La nave estelar; también publicado como Viaje al Infinito por la colección NEBULAE). El éxito en Estados Unidos le llegó en 1958 con la narración Judas Dancing, ganando al año siguiente una mención especial en el premio Hugo como autor novel. En 1962 ganó el premio en la categoría de narración breve del mismo certamen con Invernáculo.
A partir de ahí publicó Cuando la Tierra esté muerta, Barbagrís, Los oscuros años luz y Earthworks (1965), lo que le hizo ganar el respeto del público y la crítica por su estilo y su elaborada narrativa.
Tras convertirse Michael Moorcock en el editor de la revista New Worlds y apoyar un cambio sustancial en el panorama editorial de la ciencia ficción hacia la Nueva Ola, Aldiss comenzó un trabajo de colaboración intenso con el autor J. G. Ballard.
En 1967 publicó Criptozoico y un año después Informe sobre Probabilidad A, en las que empieza a experimentar con recursos estilísticos con resultados diversos. En 1969 publica A cabeza descalza, una compleja obra que recuerda a James Joyce y con la que rompe algunos límites de la ciencia ficción publicada hasta el momento. La obra tiene, asimismo, reminiscencias de la novela El almuerzo desnudo, de William S. Burroughs. El conflicto del que parte el argumento de la obra es el conflicto entre Yugoslavia y algunas naciones árabes y de Oriente Medio tras una guerra que tiene lugar en territorio francés.
Esta literatura difícil provocó un descenso en las ventas y en la acogida de sus obras por parte del público, lo que le llevó durante un tiempo a retirarse del panorama literario. A comienzos de la década de 1970 se reencontró con el mainstream y escribió una trilogía sobre problemas de la juventud, de la cual sólo el primer tomo alcanzó puestos altos en las listas de ventas. En 1973 publicó su Frankenstein desencadenado, considerado por muchos como la más floja de sus obras, basada en la obra de Mary Shelley, muchos críticos la consideraron un cuasiplagio. En esta misma línea publicó La otra isla del Doctor Moureau, basada en la obra de Wells.
Tras algunas otras novelas menores de ciencia ficción, Aldiss escribe y publica en 1981 su serie de Heliconia, que concluye en 1985. Esta obra describe un mundo en un sistema de dos estrellas a lo largo de siglos. El tema principal es el alzamiento y caída de las civilizaciones en el transcurrir de las estaciones. Apunta claramente al concepto hegeliano de la dialéctica histórica.
La actualidad de los argumentos extraños y alejados de patrones convencionales se puso de manifiesto en el rodaje de la película Inteligencia Artificial (A.I., 2001) de Steven Spielberg a partir de un guion de Stanley Kubrick, quien, a su vez, se basó en la narración de Aldiss Los superjuguetes duran todo el verano (Supertoys Last All Summer Long, 1969).
Falleció el 19 de agosto de 2017 tras haber celebrado su 92.º cumpleaños con sus familiares y amigos más cercanos.

### Novelas
- The Brightfount Diaries (1955)
- La nave estelar (Non-Stop) (1958)
- The Interpreter (UK), o Bow Down to Nul (US) (1960)
- The Male Response (1961)
- Ansia primaria (The Primal Urge) (1961)
- Invernáculo (Hothouse, o The Long Afternoon of Earth) (1962), reescritura de los cuentos "Hothouse", "Nomansland", "Undergrowth", "Timberline" y "Evergreen"
- Barbagrís (Greybeard) (1964)
- Los oscuros años luz (The Dark Light Years) (1964)
- Un mundo devastado (Earthworks) (1965)
- Criptozóico (An Age, o Cryptozoic!) (1967)
- Informe Sobre Probabilidad A (Report on Probability A) (1968)
- A cabeza descalza (Barefoot in the Head) (1969), reescritura de los cuentos: "Just Passing Through", "Multi-Value Motorway", "Still Trajectories", "The Serpent of Kundalini", "Drake-Man Route", y las novelas cortas: "Auto-Ancestral Fracture", "Ouspenski's Astrabahn"
- Serie Horatio Stubbs:
  1. Mano dura (The Hand-Reared Boy) (1970)
  2. A Soldier Erect (1971)
  3. A Rude Awakening (1978)
- Frankenstein desencadenado (Frankenstein Unbound) (1973)
- The Eighty Minute Hour, o The 80 minute Hour (1974)
- El tapiz de Malacia (The Malacia Tapestry) (1976)
- Bang, bang (Brothers of the Head) (1977)
- Enemigos del sistema (Enemies of the System) (1978)
- La otra isla del Doctor Moreau (Moreau's Other Island, o An Island Called Moreau) (1980)
- Serie Squire Quartet:
  1. Life in the West (1980)
  2. Forgotten Life (1988)
  3. Remembrance Day (1993)
  4. Somewhere East of Life (1994)
- Trilogía Helliconia:
  1. Heliconia: Primavera (Helliconia Spring) (1982)
  2. Heliconia: Verano (Helliconia Summer) (1983)
  3. Heliconia: Invierno (Helliconia Winter) (1985)
- Ruinas (Ruins) (1987), novela corta
- The Year Before Yesterday, o Cracken at Critical (1987), reescritura de las novelas cortas "Equator" y "The Impossible Smile"
- Drácula Desencadenado (Dracula Unbound) (1991)
- White Mars or, the Mind Set Free Little (1999), con Roger Penrose
- Super-State (2002)
- The Cretan Teat (2002)
- Affairs at Hampden Ferrers (2004)
- Sanity and the Lady (2005)
- Jocasta (2006)
- HARM (2007)
- Walcot (2010)
- Finches of Mars (2012)
- Comfort Zone (2013)

### Cuentos
Colecciones:
- Space, Time and Nathaniel (1957), colección de 14 cuentos:
"T", "Our Kind of Knowledge", "Psyclops", "Conviction", "Not for an Age", "The Shubshub Race", "Criminal Record", "The Failed Men", "Supercity", "There Is a Tide", "Pogsmith", "Outside", "Panel Game", "Dumb Show"
- El dosel del tiempo, o La humanidad del futuro (The Canopy of Time) (1959), colección de 10 cuentos y 1 novela corta:
"Three's a Cloud", "All the World's Tears", "Who Can Replace a Man?", "Blighted Profile", "Judas Danced", "O, Ishrail!", "Incentive", "Gene-Hive", "Secret of a Mighty City", "They Shall Inherit", "Visiting Amoeba" (novela corta)
- No Time Like Tomorrow (1959), colección de 11 cuentos y 1 novela corta:
"T", "Not for an Age", "Poor Little Warrior!", "The Failed Men", "Carrion Country", "Judas Danced", "Psyclops", "Outside", "Gesture of Farewell" (novela corta), "The New Father Christmas", "Blighted Profile", "Our Kind of Knowledge"
- Equator, o Equator and Segregation (1963), colección de 2 novelas cortas:
"Equator" (novela corta), "Segregation" (novela corta)
- Cuando la Tierra esté muerta (The Airs of Earth) (1963), colección de 4 cuentos y 4 novelas cortas:
"A Kind of Artistry" (novela corta), "How to Be a Soldier", "Basis for Negotiation" (novela corta), "Shards", "O Moon of My Delight!" (novela corta), "The International Smile", "The Game of God" (novela corta), "Old Hundredth"
- Trama estelar (Starswarm) (1963), colección de 4 cuentos y 4 novelas cortas:
"Sector Vermilion: A Kind of Artistry" (novela corta), "Sector Gray: Hearts and Engines", "Sector Violet: The Underprivileged", "Sector Diamond: The Game of God" (novela corta), "Sector Green: Shards", "Sector Yellow: Legends of Smith's Burst" (novela corta), "Sector Azure: O Moon of My Delight!" (novela corta), "The Rift: Old Hundredth"
- La estrella imposible (Best SF stories of Brian Aldiss, o Who Can Replace a Man?) (1965), colección de 11 cuentos y 3 novelas cortas:
"Who Can Replace a Man?", "Not for an Age", "Psyclops", "Outside", "Dumb Show", "The New Father Christmas", "Ahead", "Poor Little Warrior!", "Man on Bridge", "The Impossible Star" (novela corta), "Basis for Negotiation" (novela corta), "Old Hundredth", "A Kind of Artistry" (novela corta), "Man in His Time"
- El árbol de saliva (The Saliva Tree and Other Strange Growths) (1966), colección de 7 cuentos y 3 novelas cortas:
"The Saliva Tree" (novela corta), "Danger: Religion!" (novela corta), "The Source", "The Lonely Habit", "A Pleasure Shared", "One Role with Relish", "Legends of Smith's Burst" (novela corta), "The Day of the Doomed King", "Paternal Care", "Girl and Robot with Flowers"
- Intangibles S. A. (Intangibles Inc. and Other Stories) (1969), colección de 5 novelas cortas:
"Neanderthal Planet" (novela corta), "Randy's Syndrome" (novela corta), "Send Her Victorious or the War Against the Victorians, 2000 A.D." (novela corta), "Intangibles, Inc." (novela corta), "Since the Assassination" (novela corta)
- El momento del eclipse (The Moment of Eclipse) (1970), colección de 12 cuentos y 2 novelas cortas:
"The Moment of Eclipse", "The Day We Embarked for Cythera...", "Orgy of the Living and the Dying" (novela corta), Trilogía Los superjuguetes (#1 "Super-Toys Last All Summer Long"), "The Village Swindler", "Down the Up Escalation", "That Uncomfortable Pause Between Life and Art", "Confluence", "Heresies of the Huge God", Serie Clement Yale (#1 "The Circulation of the Blood" (novela corta), #2 "...And the Stagnation of the Heart"), "The Worm That Flies", "Working in the Spaceship Yards", "Swastika!"
- Neanderthal Planet (1970), colección de 4 novelas cortas:
"Neanderthal Planet" (novela corta), "Danger: Religion!" (novela corta), "Intangibles, Inc." (novela corta), "Since the Assassination" (novela corta)
- Best Science Fiction Stories of Brian W. Aldiss (1971), colección de 14 cuentos y 2 novelas cortas:
"Who Can Replace a Man?", "Not for an Age", "Outside", "Poor Little Warrior!", "Man on Bridge", "The Impossible Star" (novela corta), "Old Hundredth", "Man in His Time", "Shards", "Girl and Robot with Flowers", "The Moment of Eclipse", "Swastika!", "Sober Noises of Morning in a Marginal Land" (novela corta), "Judas Danced", "Still Trajectories", "Another Little Boy"
- The Book of Brian Aldiss, o The Comic Inferno (1973), colección de 5 cuentos y 4 novelas cortas:
"Comic Inferno" (novela corta), "The Underprivileged", "Cardiac Arrest" (novela corta), "In the Arena", "All the World's Tears", "Amen and Out", "The Soft Predicament" (novela corta), "As for Our Fatal Continuity...", "Send Her Victorious" (novela corta)
- Last Orders and Other Stories (1977), colección de 23 cuentos y 1 novela corta:
"Last Orders", "Creatures of Apogee", Serie Enigma, Three Deadly Enigmas: V: Year by Year the Evil Gains (#1 "Within the Black Circle", #2 "Killing Off the Big Animals", #3 "What Are You Doing? Why Are You Doing It?"), Serie Enigma, Diagrams For Three (Enigmatic) Stories (#1 "The Girl in the Tau-Dream", #2 "The Immobility Crew", #3 "A Cultural Side-Effect"), "Live? Our Computers Will Do That for Us", "The Monsters of Ingratitude IV", Serie Enigma, The Aperture Moment (#1 "Waiting for the Universe to Begin", #2 "But Without Orifices", #3 "Aimez-Vous Holman Hunt?"), "Backwater", Serie Enigma, Three Enigmas II: The Eternal Theme Of Exile (#1 "The Eternal Theme of Exile", #2 "All Those Enduring Old Charms", #3 "Nobody Spoke Or Waved Goodbye"), "The Expensive Delicate Ship", Serie Enigma, Three Enigmas IV: Three Coins in [Enigmatic|Clockwork] Fountain (#1 "Carefully Observed Women", #2 "The Daffodil Returns the Smile", #3 "The Year of the Quiet Computer"), "Appearance of Life", "Wired for Sound", "Journey to the Heartland" (novela corta)
- Galaxias como granos de arena (Galaxies Like Grains of Sand) (1979), colección de 9 cuentos:
"The War Millennia", "The Sterile Millennia", "The Robot Millennia", "The Mingled Millennia", "The Dark Millennia", "The Star Millennia", "The Mutant Millennia", "The Megalopolis Millennia", "The Ultimate Millennia"
- Bang-bang y donde las líneas convergen (Brothers of the Head and Where the Lines Converge) (1979), colección de 1 novela, 1 novela corta y 6 poemas:
Brothers of the Head (novela), "Big Lover" (poema), "Love Is a Forest" (poema), "Bacterial Action" (poema), "Star-Time" (poema), "Just for a Moment" (poema), "I Was Never Deaf or Blind to Her Music" (poema), "Where The Lines Converge" (novela corta)
- New Arrivals, Old Encounters (1979), colección de 9 cuentos y 3 novelas cortas:
"New Arrivals, Old Encounters", "The Small Stones of Tu Fu", "Three Ways" (novela corta), "Amen and Out", "A Spot of Konfrontation", "The Soft Predicament" (novela corta), "Non-Isotropic", "One Blink of the Moon", "Space for Reflection", "Song of the Silencer", "Indifference" (novela corta), "The Impossible Puppet Show"
- Foreign Bodies (1981), colección de 5 cuentos y 1 novela corta:
"A Romance of the Equator", "Boat Animals", "Foreign Bodies", "Frontiers", "The Skeleton", "Just Back From Java" (novela corta)
- Bestsellers Vol. 3 No. 9: Best of Aldiss (1983), colección de 10 cuentos y 2 novelas cortas:
"Oh, For a Closer Brush with God", "Appearance of Life", "The Small Stones of Tu Fu", "The Game with the Big Heavy Ball", "A Romance of the Equator", Serie Enigma, Three Revolutionary Enigmas (#1 "The Fall of Species B", #2 "In the Halls of the Hereafter", #3 "The Ancestral Home of Thought"), "The Blue Background", "A Private Whale" (novela corta), "Consolations of Age", "The Girl Who Sang" (novela corta)
- Seasons in Flight (1984), colección de 8 cuentos (10 en 1986) y 1 novela corta:
"The Gods in Flight", "A Romance of the Equator", "The Blue Background", "The Girl Who Sang" (novela corta), "Igur and the Mountain", "The O in José", "The Other Side of the Lake", "The Plain, the Endless Plain", "Incident in a Far Country"
Añadidos en 1986: "Consolations of Age", "Juniper"
- Science Fiction Blues Programme Book (1987), colección de 3 cuentos y 2 poemas:
"Traveller, Traveller, Seek Your Wife in the Forests of This Life", "The Ascent of Humbelstein", "At the Caligula Hotel" (poema), " 'Rhine Locks are Closed in Battle Against Poison' " (poema), "Those Shouting Nights"
- The Magic of the Past (1987), colección de 2 cuentos:
"North Scarning", "The Magic of the Past"
- Best SF Stories of Brian W. Aldiss (1988), colección de 18 cuentos y 3 novelas cortas:
"Outside", "All the World's Tears", "Poor Little Warrior!", "Who Can Replace a Man?", "Man on Bridge", "The Girl and the Robot with Flowers", "The Saliva Tree" (novela corta), "Man in His Time", "Heresies of the Huge God", "Confluence", "Working in the Spaceship Yards", Trilogía Los superjuguetes (#1 "Super-Toys Last All Summer Long"), "Sober Noises of Morning in a Marginal Land" (novela corta), "The Dark Soul of the Night", "Appearance of Life", "Last Orders", "Door Slams in Fourth World", "The Gods in Flight", "My Country 'Tis Not Only of Thee" (novela corta), "Infestation", "The Difficulties Involved in Photographing Nix Olympica"
- Los mejores relatos de ciencia ficción (Best SF Stories) (1988), colección de 18 cuentos y 3 novelas cortas:
"Outside", "The Failed Men", "Poor Little Warrior!", "Who Can Replace a Man?", "Man on Bridge", "Girl and Robot with Flowers", "The Saliva Tree" (novela corta), "Man in His Time", "Heresies of the Huge God", "Confluence", "Working in the Spaceship Yards", Trilogía Los superjuguetes (#1 "Super-Toys Last All Summer Long"), "Sober Noises of Morning in a Marginal Land" (novela corta), "The Dark Soul of the Night", "Appearance of Life", "Last Orders", "Door Slams in Fourth World", "The Gods in Flight", "My Country 'Tis Not Only of Thee" (novela corta), "Infestation", "The Difficulties Involved in Photographing Nix Olympica"
- Man in His Time: The Best Science Fiction Stories of Brian W. Aldiss (1988), colección de 19 cuentos y 3 novelas cortas:
"Outside", "The Failed Men", "All the World's Tears", "Poor Little Warrior!", "Who Can Replace a Man?", "Man on Bridge", "The Girl and the Robot with Flowers", "The Saliva Tree" (novela corta), "Man in His Time", "Heresies of the Huge God", "Confluence", "Working in the Spaceship Yards", Trilogía Los superjuguetes (#1 "Super-Toys Last All Summer Long"), "Sober Noises of Morning in a Marginal Land" (novela corta), "The Dark Soul of the Night", "Appearance of Life", "Last Orders", "Door Slams in Fourth World", "The Gods in Flight", "My Country 'Tis Not Only of Thee" (novela corta), "Infestation", "The Difficulties Involved in Photographing Nix Olympica"
- Science Fiction Blues (1988), colección de 3 cuentos, 15 poemas y 11 obras de teatro:
"Science Fiction Blues (play)" (obra de teatro), "Super-Toys Last All Summer Long (play)" (obra de teatro), "The Death of Art? (play)" (obra de teatro), "The Expensive Delicate Ship (play)" (obra de teatro), "Don't Go To Jupiter" (poema), "Star-Time" (poema), "The Cat Improvement Company" (poema), "Progression of the Species" (poema), "Juniper (play)" (obra de teatro), "Conversation on Progress (play)" (obra de teatro), "Drinks with the Spider King (play)" (obra de teatro), "Three Serials (play)" (obra de teatro), "Last Orders (play)" (obra de teatro), "Bill Carter Takes Over (play)" (obra de teatro), "Talking Heads (play)" (obra de teatro), "Traveller, Traveller, Seek Your Wife in the Forests of This Life", "The Ascent of Humbelstein", "Those Shouting Nights", "The Lying Truth" (poema), "Destruction of the Fifth Planet" (poema), "The Expanding Universe" (poema), "Bacterial Action" (poema), "To a Triceratops Skull in the British Museum" (poema), "Femalien" (poema), "Space Burial" (poema), "Taking Leave of a Northern Institution" (poema), "Thomas Hardy Considers the Newly-Published Special Theory of Relativity" (poema), "Parting Late in Life" (poema), "Happiness and Suffering" (poema)
- Romance del Ecuador (A romance of the Equator. Best Fantasy Stories) (1989), colección de 22 cuentos y 4 novelas cortas:
"Old Hundredth", "Day of the Doomed King", "The Source", "The Village Swindler", "The Worm That Flies", "The Moment of Eclips", "So Far from Prague", "The Day We Embarked for Cythera", "Castle Scene with Penitents", "The Game with the Big Heavy Ball", "Creatures of Apogee", "The Small Stones of Tu Fu", "Just Back From Java" (novela corta), "A Romance of the Equator", "Journey to the Goat Star" (novela corta), "The Girl Who Sang" (novela corta), "Consolations of Age", "The Blue Background", "The Plain, the Endless Plain", "You Never Asked My Name", "Lies!" (novela corta), "North Scarning", "The Big Question", "The Ascent of Humbelstein", "How an Inner Door Opened to My Heart", "Bill Carter Takes Over"
- Bodily Functions (1991), colección de 2 cuentos, 2 novelas cortas, 2 poemas y 1 ensayo:
"To Sam" (poema), "Three Degrees Over" (novela corta), "A Tupolev Too Far" (novela corta), "Going for a Pee", "Better Morphosis", "Letter on the subject of Bowel Movement" (ensayo), "Envoi" (poema)
- A Tupolev Too Far and Other Stories (1993), colección de 6 cuentos, 5 novelas cortas y 2 poemas:
"Short Stories" (poema), "A Tupolev Too Far" (novela corta), "Ratbird", "FOAM" (novela corta), "Summertime Was Nearly Over", "Better Morphosis", "Three Degrees Over" (novela corta), "A Life of Matter and Death" (novela corta), "A Day in the Life of a Galactic Empire", "Confluence", "Confluence Revisited", "North of the Abyss" (novela corta), "Alphabet of Ameliorating Hope" (poema)
- The Secret of This Book, o Common Clay: 20-Odd Stories (1995), colección de 20 cuentos y 3 novelas cortas:
"Common Clay", "The Mistakes, Miseries and Misfortunes of Mankind", "How the Gates Opened and Closed", "Headless", "Travelling Towards Humbris", "If Hamlet's Uncle Had Been a Nicer Guy", "Else the Isle with Calibans", "A Swedish Birthday Present", Serie Enigma, Three Moon Enigmas (#1 "His Seventieth Heaven", #2 "Rose in the Evening", #3 "On the Inland Sea"), "A Dream of Antigone", "The God Who Slept With Women" (novela corta), "Evans in His Moment of Glory", "Horse Meat" (novela corta), "An Unwritten Love Note", "Making My Father Read Revered Writings", "Sitting With Sick Wasps", "Becoming the Full Butterfly" (novela corta), "Traveller, Traveller, Seek Your Wife in the Forests of This Life", Serie Enigma, Her Toes Were Beautiful on the [Hilltops|Mountains] (#1 "Another Way Than Death", #2 "That Particular Green of Obsequies"), Serie Enigma, Three Revolutionary Enigmas (#3 "The Ancestral Home of Thought")
- Los superjuguetes duran todo el verano y otras historias del futuro (Supertoys Last All Summer Long and Other Stories of Future Time) (2001), colección de 18 cuentos y 1 novela corta:
Trilogía Los superjuguetes (#1 "Supertoys Last All Summer Long", #2 "Supertoys When Winter Comes", #3 "Supertoys in Other Seasons"), "Apogee Again", "III", "The Old Mythyology", "Headless", "Beef", "Nothing in Life Is Ever Enough", "A Matter of Mathematics", "The Pause Button", "Three Types of Solitude", "Steppenpferd", "Cognitive Ability and the Light Bulb", "Dark Society", "Galaxy Zee", "Marvells of Utopia", "Becoming the Full Butterfly" (novela corta), "A Whiter Mars: A Socratic Dialogue of Times to Come"
- Cultural Breaks (2005), colección de 9 cuentos y 3 novelas cortas:
"Tarzan of the Alps", "Tralee of Man Young", "The Eye Opener", "Aboard the Beatitude" (novela corta), "The Man and a Man with His Mule", "Dusk Flight", "Commander Calex Killed, Fire and Fury at the Edge of World, Scones Perfect", "The Hibernators", "The National Heritage", "How the Gates Opened and Closed", "Total Environment" (novela corta), "A Chinese Perspective" (novela corta)
- A Prehistory of Mind (2008), colección de
55 poemas en tres secciones:
  - Far Away: "The Deceptive Truth", "Flight 063", "Breugel's Hunters in the Snow", "Tien Shan", "The Kremlin, Moscow, ca. 1950", "Of All the Places", "The Moment", "Winter", "Journeying", "Rapide des morts", "The Cynar, Istanbul", "Exmoor in September", "On Passing a Roadside Auction of Featherbeds", "April in East Coker", "Gaughin's Tahiti", "Monemvasia"
  - Affection: "The Heavy Cup", "Spinal Metaphors", "Comfort Me, Sweetheart", "Get Out of My Life", "Being a Little Well", "This Brown Leaf", "Leaving Our Common Bed", "Rest Your Weary Head Upon Your Pillow", "The Empty Boxes", "Greed", "The First of March 1998", "Margaret's Questions", "Song: In Bed She Like a Lily Lay", "Jocasta", "Lu Tai", "Rondeau After Leigh Hunt", "A Piece of Cleopatra", "Aral Seasons", "At the Caligula Hotel"
  - Observation: "The Prehistory of the Mind", "Volcano", "Perspectives", "The Cat Improvement Company", "Winter Bites Deep", "The Bonfire of Time", "Iceberg Music", "The Bellowings", "Jackie", "The Bare Facts", "Nocturne", "An Interval", "Fairy Tales", "The Foot Speaks", "The Women", "Bosom Friends", "Colour Contrasts", "Uzbecks in London", "Antigone's Song", "A. E. van Vogt"

1 cuento: "Mortistan"
- The Invention of Happiness (2013), colección de 33 cuentos:
"The Invention of Happiness", "Beyond Plato's Cave", "Old Mother", "Belief", "After the Party", "Our Moment of Appearance", "The Bone Show", "The Great Plains", "What Befell the Tadpole", "The Sand Castle", "The Village of Stillthorpe", "Peace and War", "The Vintage Cottage", "Moderns on Ancient Ancestors", "The Hungers of an Old Language", "How High is a Cathedral?", "A Middle Class Dinner", "Flying Singapore Airlines", "The Apology", "Camões", "The Question of Atmosphere", "Illusions of Reality", "Lady with Apple Trees", "Flying and Bombing", "Molly Smiles Forever", "Days Gone By", "The Last of the Hound-Folk", "Munch", "The Music of Sound", "The Silent Cosmos", "Writings on the Rock", "The Light Really", "The Mistake They Made"
- The Brian Aldiss Collection:
  1. The Complete Short Stories: The 1950s (2013), colección de 57 cuentos y 8 novelas cortas:
"A Book in Time", "Criminal Record", "Breathing Space", "The Great Time Hiccup", "Not for an Age", "Our Kind of Knowledge", "Outside", "Panel Game", "Pogsmith", "Conviction", "Dumb Show", "The Failed Men", "Non-Stop" (novela corta), "Psyclops", "T", "There Is a Tide", "Tradesman's Exit", "With Esmond in Mind", "The Flowers of the Forest", "Gesture of Farewell" (novela corta), "The Ice Mass Cometh", "Let's Be Frank", "No Gimmick", "The War Millennia", "Out of Reach", "The Sterile Millennia", "All the World's Tears", "The Dark Millennia", "O Ishrail!", "The Ultimate Millennia", "Visiting Amoeba" (novela corta), "The Shubshub Race", "Supercity", "Judas Danced", "Ten-Storey Jigsaw", "The Pit My Parish" (novela corta), "Blighted Profile", "Who Can Replace a Man?", "The Carp That Once ...", "Carrion Country", "Equator" (novela corta), "Fourth Factor" (novela corta), "The Megalopolis Millennia", "Secret of a Mighty City", "The Star Millennia", "Incentive", "The Mutant Millennia", "Gene-Hive", "The New Father Christmas", "Ninian's Experiences", "Poor Little Warrior!", "Sector Diamond", "Sight of a Silhouette", "They Shall Inherit", "Are You an Android?", "The Arm", "The Bomb-Proof Bomb", "Fortune's Fool", "Intangibles, Inc." (novela corta), "Sector Yellow", "The Lieutenant", "The Other One" (novela corta), "Safety Valve", "The Towers of San Ampa", "Three's a Cloud"
  2. The Complete Short Stories: The 1960s (Part 1) (2015), colección de 11 cuentos y 6 novelas cortas:[19]
"Faceless Card", "Neanderthal Planet" (novela corta), "Old Hundredth", "Original Sinner", "Sector Grey", "Stage-Struck!", "Under an English Heaven", "Hen's Eyes", "Sector Azure" (novela corta), "A Pleasure Shared", "Basis for Negotiation" (novela corta), "Conversation Piece", "Danger: Religion!" (novela corta), "The Green Leaves of Space", "Sector Green", "Sector Vermilion" (novela corta), "Tyrants' Territory" (novela corta)
  3. The Complete Short Stories: The 1960s (Part 2) (2015), colección de 10 cuentos y 6 novelas cortas:[20]
"Comic Inferno" (novela corta), "The Impossible Star" (novela corta), "In the Arena", "The International Smile", "Sector Violet", "Skeleton Crew" (novela corta), "The Thing Under the Glacier", "Counter-Feat", "Jungle Substitute" (novela corta), "Lazarus", "Man on Bridge", " 'Never Let Go of My Hand!' ", "No Moon To-night!" (novela corta), "One-Way Strait", "Pink Plastic Gods", "Unauthorised Persons" (novela corta)
  4. The Complete Short Stories: The 1960s (Part 3) (2015), colección de 18 cuentos, 3 novelas cortas y 1 ensayo:[21]
"The Day of the Doomed King", "The Girl and the Robot with Flowers", " 'How are they All on Deneb IV?' " (ensayo), "The Impossible Smile" (novela corta), "Man in His Time", "Old Time's Sake", "The Saliva Tree" (novela corta), "Scarfe's World", "The Small Betraying Detail", "The Source", "Amen and Out", "Another Little Boy", "Burning Question", Serie Clement Yale (#1 "The Circulation of the Blood" (novela corta)), "The Eyes of the Blind King", "Heresies of the Huge God", "Lambeth Blossom", "The Lonely Habit", "The O in José", "One Role with Relish", "Paternal Care", "The Plot Sickens"
  5. The Complete Short Stories: The 1960s (Part 4) (2015), colección de 28 cuentos, 7 novelas cortas y 1 ensayo:[22]
"A Difficult Age", "A Taste for Dostoevsky", "Auto-Ancestral Fracture" (novela corta), "Confluence", "The Dead Immortal", "Down the Up Escalation", "Full Sun", "Just Passing Through", "Multi-Value Motorway", "The Night That All Time Broke Out", "Randy's Syndrome" (novela corta), "Still Trajectories", "Two Modern Myths: Reflection on Mars and Ultimate Construction", "Wonder Weapon", Serie Clement Yale (#2 "...And the Stagnation of the Heart"), "Drake-Man Route", "Dreamer, Schemer", "Dream of Distance" (ensayo), "Send Her Victorious" (novela corta), "The Serpent of Kundalini", "The Tell-Tale Heart-Machine", "Total Environment" (novela corta), "The Village Swindler", "When I Was Very Jung", "The Worm That Flies", Serie Jerry Cornelius ("The Firmament Theorem"), "Greeks Bringing Knee-High Gifts", "The Humming Heads", "The Moment of Eclipse", "Ouspenski's Astrabahn" (novela corta), "Since the Assassination" (novela corta), "So Far from Prague", "The Soft Predicament" (novela corta), Trilogía Los superjuguetes (#1 "Supertoys Last All Summer Long"), "That Uncomfortable Pause Between Life and Art", "Working in the Spaceship Yards"
  6. The Complete Short Stories: The 1970s (Part 1) (2016)[23]
  7. The Complete Short Stories: The 1970s (Part 2) (2016)[24]
  8. The Complete Short Stories: The 1980s (Part 1) (2016)[25]
  9. The Complete Short Stories: The 1980s (Part 2) (2016)
  10. The Complete Short Stories: The 1990s (2016)[26]

No publicados en colecciones:
| - "Index to Life" (1954) - "Ultimate Construction" (1967), como C. C. Shackleton - "The Hunter at His Ease" (1970) - "The Secret of Holman Hunt and the Crude Death Rate" (1970) - "The Weather on Demansky Island" (1970) - "The Day Equality Broke Out" (1971) - "Manuscript Found in a Police State" (1972) - "The Ergot Show" (1972) - "Strange in a Familiar Way" (1973) - "The Planet at the Bottom of the Garden" (1973) - "Serpent Burning on an Altar" (1973) - "The Young Soldier's Horoscope" (1973) - "Woman in Sunlight with Mandolin" (1973) - Serie Enigma: - Three Enigmas I: 1. "The Enigma of Her Voyage" (1973) 2. "I Ching, Who You?" (1973) 3. "The Great Chain of Being What?" (1973) - Three Enigmas II: The Eternal Theme Of Exile: 1. "The Eternal Theme of Exile" (1973) 2. "All Those Enduring Old Charms" (1973) 3. "Nobody Spoke Or Waved Goodbye" (1973) - Three Enigmas III: All in God's Mind: 1. "The Unbearableness of Other Lives" (1974) 2. "The Old Fleeing and Fleeting Images" (1974) 3. "Looking on the Sunny Side of an Eclipse" (1974) - Diagrams For Three (Enigmatic) Stories: 1. "La chica del sueño Tau" ("The Girl in the Tau-Dream") (1974) 2. "La tripulación de la inmobilidad" ("The Immobility Crew") (1974) 3. "Un efecto secundario cultural" ("A Cultural Side-Effect") (1974) - Three Songs for Enigmatic Lovers: 1. "A One-Man Expedition Through Life" (1974) 2. "The Taste of Shrapnel" (1974) 3. "40 Million Miles from the Nearest Blonde" (1974) - Three Enigmas IV: Three Coins in [Enigmatic\|Clockwork] Fountain: 1. "Carefully Observed Women" (1975) 2. "The Daffodil Returns the Smile" (1975) 3. "The Year of the Quiet Computer" (1975) - Three Deadly Enigmas: V: Year by Year the Evil Gains: 1. "Within the Black Circle" (1975) 2. "Killing Off the Big Animals" (1975) 3. "What Are You Doing? Why Are You Doing It?" (1975) - The Aperture Moment: 1. "Waiting for the Universe to Begin" (1975) 2. "But Without Orifices" (1975) 3. "Aimez-Vous Holman Hunt?" (1975) - Three Revolutionary Enigmas: 1. "The Fall of Species B" (1980) 2. "In the Halls of the Hereafter" (1980) 3. "The Ancestral Home of Thought" (1980) - Her Toes Were Beautiful on the [Hilltops\|Mountains]: 1. "Another Way Than Death" (1992) 2. "That Particular Green of Obsequies" (1992) - Three Moon Enigmas: 1. "His Seventieth Heaven" (1995) 2. "Rose in the Evening" (1995) 3. "On the Inland Sea" (1995) - "I dreamed I was Jung last night" (1974) - "Melancholia has a Plastic Core" (1974) - "Always Somebody There" (1975) - "Excommunication" (1975) - "How Did the Dinosaurs Do It?" (1976) - "In the Mist of Life" (1977) - "The Bang-Bang" (1977), novela corta - "My Lady of the Psychiatric Sorrows" (1977) - "Yin, Yang and Jung: Three Galactic Enigmas" (1978) - "Modernisation" (1980) - "End Game" (1981) - "Call Yourself a Christian" (1982) | - "How the Boy Icarus Grew Up and, After a Legendary Disaster, Learnt New Things About Himself and the External World, Until He Was Able to Comprehend the Magic That Had Been His in His Earliest Years /or/ Second Flight" (1982) - "Parasites of Passion" (1982) - "The Captain's Analysis" (1982) - "An Admirer of Einstein" (1983) - "The Immortal Storm Strikes Again" (1983) - "Another Story on the Theme of the Last Man on Earth" (1985) - "Domestic Catastrophe" (1985) - "Operation Other Cheek" (1985) - "Possessed by Love" (1985) - "Silence After the Silence" (1985) - "The Greatest Saga of All Time" (1985), como C. C. Shackleton - "The Monster of Loch Awe" (1985) - "The Fatal Break" (1987) - "The Hero" (1987) - "The Merdeka Hotel" (1987) - "The Price of Cabbages" (1987) - "Thursday" (1987) - "Tourney" (1987) - "Conversation on Progress" (1988) - "Hess" (1988) - "Sex and the Black Machine" (1988) - "Wordsworth Halucinates" (1988) - "The Day the Earth Caught Fire" (1989) - "Adventures in the Fur Trade" (1990) - "People—Alone—Injury—Artwork" (1991) - "Kindred Blood in Kensington Gore" (1992) - "Softly - As in an Evening Sunrise" (1992) - "English Garden" (1993) - "Friendship Bridge" (1993), novela corta - "The Servant Problem" (1994) - "The Monster of Everyday Life" (1994) - "The Madonna of Futurity" (1994), novela corta - "Into the Tunnel!" (1995) - "Compulsory Holidays For All" (1995) - "The Law Against Trivia" (1996) - "The Enigma of the Three Moons" (1997) - "Death, Shit, Love, Transfiguration" (1997) - "An Apollo Asteroid" (1999) - "The Rain Will Stop" (2000), escrito en 1942 - "A Single-Minded Artist" (2001) - "Happiness in Reverse" (2001) - "Talking Cubes" (2001) - Serie Supertoys: - "Supertoys: Play Can Be So Deadly" (2001) - "Supertoys: What Fun to Be Reborn" (2001) - "A New (governmental) Father Christmas", o "A New (governmental) Father Christmas: A Moral Tale for All in Headington" (2002) - "Near Earth Object" (2002) - "Ten Billion of Them" (2005) - "Pipeline" (2005), novela corta - "Building Sixteen" (2006) - "Tiger in the Night" (2006) - "Safe!" (2006) - "Life, Learning, Leipzig and a Librarian" (2007) - "Four Ladies of the Apocalypse" (2007) - "Peculiar Bone, Unimaginable Key" (2008) - "Fandom at the Palace" (2008) - "The First-Born" (2010) - "Hapless Humanity" (2010) - Serie Doctor Who: - "Umwelts for Hire" (2010) - "Benkoelen" (2011) - "Less Than Kin, More Than Kind" (2011) - "The Mighty Mi Tok of Beijing" (2013) - "Abundances Above" (2016) |

### Poemas
Colecciones:
- Farewell to a Child (1982), colección de 10 poemas:
"Found", "Lost", "The Commitment", "When We Were Four", "With Vacant Possesion", "The Child Departs: a dialogue", "The Eternal Child", "The Frozen Boy", "The Haunting", "The Malediction"
- Home Life With Cats (1992), colección de 34 poemas:[27]
"Out of the Night", "The Cats' Heaven", "Kittens (Two)", "Slaves", "Where Have You Been?", "Yum-Yum", "Heatwave", "Cats' Nerves", "Foxie", "Jackson", "Town-Life", "Nickie", "The Two-Kitten Problem", "Macramé's Lament", "Travelling Cats", "The Cat Improvement Company", "On a Favourite Goldfish Drowned in a Bowl of Cats", "Portrait of a Cat with Lady", "An Evening at Home", "Tatty's Tie-Shop", "Snacks", "Who Owns the House?", "A Riddle", "How I Swam Out to Sea with My Cat", "A Lion for Tea", "The Cat in the Cathedral", "The Poor Man's Cat", "Mutual Regard", "First Birthday", "Rules", "Relating to the Pet", "The Cat Speaks", "Michael, the Cycling Cat", "The Lost Grave"
- At the Caligula Hotel and Other Poems (1995), colección de 74 poemas, agrupados en cuatro secciones:[28]
I. Imagery?: "At the Caligula Hotel", Chinese Exercises ("Lu Tai", "Nocturne", "Interval", "Indecision", "Journeying", "Poems from a Later Dynasty III: Who Hears My Voice?"), "Exit Aquascutum", "While Feeding Parrots", "Winter Bites Deep", "Breughel's Hunters in the Snow", "Anau: The Well", "The Cynar, Istanbul", "Dawn in Kuala Lumpur", "Gauguin's Tahiti"
II. Everyday?: "No, I was Never Deaf or Blind to Her Music", "Toledo: Three Ladies", "Government", "Moonglow: for Margaret", "Alfie Cogitates on Life", "Memories of Palic", "Boars Hill: the Sycamores and the Oaks", "All Things Transfigure", "Trapped in the Present", "The Path", "Suburban Sunday", "Nature Notes: Early September", "Willow Cottage", "Cold Snap", "Stoney Ground", "The Triumph of the Superficial", "The Twentieth Camp", "Good Fortune", "Communication", "A Summery Meditation on Money", "A Moment of Suspense", "Fragment of a Longer Poem"
III. Literary?: "Short Stories", "What Did the Policeman Say?", "Hamlet Folk", "The Poor", "On Reading Poetry in Berkhamsted", "Poem Inspired by Scott Meredith", Two Painters ("I: Francis Bacon", "II: Fernand Khnopff"), "Light of Ancient Days", "Mary Shelley, 1916", "Victor Frankenstein on the Mer de Glace", "The Shelleys - To a Lady who spoke of their 'Mystery' ", "The Created One Speaks", "Mary in Italy", "Looking It Up", "Rice Pudding", "Writer's Life"
IV. Scientific?: "Greenhouse Sex", "Lunar Anatomy", "Monemvasia", "Found", "Destruction of the Fifth Planet", "Femalien", "Thomas Hardy Considers the Newly-Published Special Theory of Relativity", " 'Rhine Locks are Closed in Battle Against Poison' ", "The Cat Improvement Company", "The Expanding Universe", "To a Triceratops Skull in the British Museum", "The Light", "Flight 063", Precarious Passions ("I: A Brain Pursues its Vanished Dream", "II: A Woman Marries the Southern Ocean", "III: Ascension Island Courts a Whale", "IV: A Refrigerator Proposes to a Musk Ox", "V: A Book Falls in Love with its Reader", "VI: A Lamp Standard Courts the Stars"), "Alphabet of Ameliorating Hope"
- Songs from the Steppes of Central Asia: The Collected Poems of Makhtumkuli: Eighteenth Century Poet-Hero of Turkmenistan (1995)
- A Plutonian Monologue on His Wife's Death (2000), colección de 7 poemas
- At a Bigger House (2002), colección de 48 poemas:
"Hazards of the Trail", "Perspectives", "Presentiments of Dawn", "Now Showing: 'Killing Father' ", "The World of Lost Content", "Flight 063", "Railway Engine Pulling Slowly", "The Deceptive Truth", "Colour Contrasts", "Fairy Tales", "The Women", "They Who Waited", "The Bonfire of Time", "The Foot Speaks", "The Ghost Koi", "Rapide des Morts", "The Teeth of Time", "Elizabeth Jennings (Died October 2001)", " 'War and Peace': A Song for Mathilde Mauguiere", "Her Beautiful Thing", "The Hunters in the Snow", "Aral Seasons", "Uzbecks in London", "Poem from Life in the West", "Many Mansions", "The Horse Unburied", "The Red Pavilion", "Blythborough Church, A Hardyesque Dialogue", "Insomnia", "Awake at Three A.M.", "The Start of Something", "Retrospection: At the Temple of Aphaia, on the Island of Aegina, Greece", "Hors d'Oeuvres for my Lady", "The Barney", "Dawn in KL", "A Funeral Service: Kingsley Amis, 31st October 1995", "On Passing a Roadside Auction of Featherbeds, Lake District, 1845", "City Scene", "The Prehistory of the Mind", "April in East Coker", "Seeking Love", "The New Wing", "Xenophilia", "Name-Dripping", "Dora/Dinah", "Volcano", "Monemvasia", "The Moment"
- The Dark Sun Rises (2002), colección de 50 poemas:
"The Dark Sun Rises", "Venice and Istanbul", "Perspectives", "Monemvasia", "The Deceptive Truth", "The Moment", "On Passing a Roadside Auction of Featherbeds, Lake District, 1845", "Retrospection: At the Temple of Aphaia, on the Island of Aegina, Greece", "Rapide des Morts", "Flight 063", "Aral Seasons", "Uzbecks in London", "Poem from Life in the West", "Insomnia", "Meum Tuumque", "Partings from Oedipus on Mars", "The Barney", "Blythborough Church, A Hardyesque Dialogue", "Not Speaking of You", "The Silent Love", " 'War and Peace': A Song for Mathilde Mauguiere", "Her Beautiful Thing", "Rondeau after Leigh Hunt", "Jocasta", "Jane Eyre at Elsinore", "The Carnivores", "The Garden at Number Thirty-Nine", "The Horse Unburied", "The Garden", "In the RA Friends' Room June '95", "They Who Waited", "Colour Contrasts", "The Red Pavilion", "The Women", "Hazards of the Trail", "Many Mansions", "The Start of Something", "The Prehistory of the Mind", "The World of Lost Content", "Volcano", "Dendrochronology", "The Foot Speaks", "Fairy Tales", "Now Showing: 'Killing Father' ", "A Piece of Cleopatra", "Cliché Love", " 'Eatin' Regular Again': A Pop Song", "The Cat Improvement Company", "At the Caligula Hotel", "untitled (re: myth of Santa Claus)"
- Mortal Morning (2011)

No publicados en colecciones:
- "There Are No More Good Stories About Mars Because We Need No More Good Stories About Mars" (1963)
- "Bridging Hours in Wesciv" (1969)
- "Drama on the River Cherwell" (1974)
- "Epitaph for a Writer" (1974)
- "In Another Town: Bologna" (1974)
- "Innovation in the Arts" (1974)
- "Mon Frère" (1974)
- "Taking Leave of a Cold Country" (1974)
- "The Lady Literary Agent" (1974)
- "Verse in a Country Garden" (1974)
- "Summer: 1773" (1976)
- "Pile: Petals from St. Klaed's Computer" (1979)
- "Sleep" (1983)
- "Tra La" (1994)

### Obras de teatro
- Patagonia's Delicious Filling Station: Three One-act Plays (1975), colección
- Serie Enigma:
  - The Bones of Bertrand Russell: A Tryptich of Absurd Enigmatic Plays:
    1. "Futurity Takes a Hand" (1976)
    2. "Through a Galaxy Backwards" (1976)
    3. "Where Walls Are Hung with Multi-Media Portraits" (1976)
- Distant Encounters (1978)

### Ficción sin clasificar
- Courageous New Planet (c. 1984)

### No ficción
Autobiografías
- ... And the Lurid Glare of the Comet (1986). Artículos y autobiografía
- Bury My Heart at W.H. Smith's: A Writing Life (1990)
- The Twinkling of an Eye, or My Life as an Englishman (1998)
- When the Feast is Finished (1999), con Margaret Aldiss
- An Exile on Planet Earth: Articles and Reflections (2012). Artículos y autobiografía

Ciencia ficción
- The Shape of Further Things, o The Shape of Further Things: Speculation on Change (1970)
- Serie Billion Year Spree:
  1. Billion Year Spree: The History of Science Fiction (1973)
  2. Trillion Year Spree: The History of Science Fiction (1986), con David Wingrove
- SF Horizons (1975), con Harry Harrison
- Science Fiction as Science Fiction (1978)
- Science Fiction Quiz (1983)
- The Pale Shadow of Science, o Pale Shadow of Science (1985)
- The Detached Retina: Aspects of SF and Fantasy (1995)

Otros
- Cities and Stones: A Traveller's Yugoslavia (1966)
- Item Eighty-Three: Brian W. Aldiss - A Bibliography 1954-1972 (1972), con Margaret Aldiss
- Science Fiction Art (1975)
- This World and Nearer Ones: Essays Exploring the Familiar (1979)
- Art After Apogee (2000), con Rosemary Phipps, ensayos
- Researches and Churches in Serbia (2002), colección de 9 artículos

### Antologías editadas
- Serie Penguin Science Fiction:
  1. Penguin Science Fiction (1961)
  2. More Penguin Science Fiction (1963)
  3. Yet More Penguin Science Fiction (1964)
- Best Fantasy Stories (1962)
- Introducing SF (1964)
- Nebula Award Stories Two (1967), con Harry Harrison
- Farewell, Fantastic Venus (1968)
- Serie The Year's Best Science Fiction, con Harry Harrison:
  1. The Year's Best Science Fiction No. 1 (1968)
  2. The Year's Best Science Fiction No. 2, o Best SF: 1968 (1969)
  3. The Year's Best Science Fiction No. 3, o Best SF: 1969 (1970)
  4. The Year's Best Science Fiction No. 4 (1971)
  5. The Year's Best Science Fiction No. 5 (1972)
  6. The Year's Best Science Fiction No. 6, o Best SF: 1972 (1973)
  7. The Year's Best Science Fiction No. 7, o Best SF: 1973 (1974)
  8. The Year's Best Science Fiction No. 8 (1976)
  9. The Year's Best Science Fiction No. 9, o The Year's Best SF 9 (1976)
- Space Opera (1974)
- Space Odysseys (1975)
- Hell's Cartographers: Some Personal Histories of Science Fiction Writers (1975), con Harry Harrison, biografías
- Serie Decade, con Harry Harrison:
  1. Decade: the 1940's (1975)
  2. Decade: the 1950's (1976)
  3. Decade: the 1960's (1979)
- Evil Earths (1976)
- Serie Imperios galácticos (Galactic Empires):
  1. Galactic Empires. Volume One (1976)
  2. Galactic Empires. Volume Two (1976)
- Perilous Planets (1978)
- Serie Mini Sagas: From The Daily Telegraph Competition:
  - Mini Sagas: From The Daily Telegraph Competition (1998)
  - Mini Sagas: From The Daily Telegraph Competition 2001 (2001)
- A Science Fiction Omnibus (2007)
- The Folio Science Fiction Anthology (2016)

## Adaptaciones
- La resurrección de Frankenstein (1990), película dirigida por Roger Corman, basada en la novela Frankenstein desencadenado
- A.I. Inteligencia artificial (2001), película dirigida por Steven Spielberg, basada en el cuento "Supertoys Last All Summer Long"
- Brothers of the Head (2005), película dirigida por Keith Fulton y Louis Pepe, basada en la novela Brothers of the Head

## Premios y reconocimientos
Ganó dos premios Hugo: en 1962 por la serie «Hothouse» y en 1987 por «Trillion Year Spree». Aldiss también ganó un premio Nebula en 1965 por «The Saliva Tree», el premio John W. Campbell Memorial de 1982 por Heliconia: Primavera y el Premio British SF Association de 1982.
Enn 1990, fue elegido miembro de la Real Sociedad de Literatura. 
Aldiss fue «invitado especial permanente» en la Conferencia Internacional sobre lo Fantástico en las Artes (ICFA) celebrada anualmente entre 1989 y 2008. También fue invitado de honor en las convenciones de 1986 y 1999.
La Asociación de Escritores de Ciencia Ficción de América lo nombró su 18.º Gran Maestro de la SFWA en 1999 y el Salón de la Fama de la Ciencia Ficción y la Fantasía lo incluyó en 2004.
Se le concedió el título de Oficial de la Orden del Imperio Británico (OBE) por sus servicios a la literatura en la lista de Honores de cumpleaños de 2005.
En enero de 2007, apareció en «Desert Island Discs». El disco que eligió para «salvar» fue «Old Rivers», interpretado por Walter Brennan, el libro que eligió fue la biografía de John Osborne escrita por John Heilpern y el lujo que eligió fue un banjo. La selección completa de sus ocho discos favoritos se encuentra en la página web de la BBC.
El 1 de julio de 2008, la Universidad de Liverpool le concedió un doctorado honoris causa en reconocimiento a su contribución a la literatura. El Archivo Brian W. Aldiss de la universidad conserva manuscritos del periodo 1943-1995.
En 2013, Aldiss recibió el Premio de la Convención Mundial de Fantasía en la Convención Mundial de Fantasía celebrada en Brighton, Inglaterra.
Aldiss formó parte del Consejo de la Sociedad de Autores. 